# Hackamore

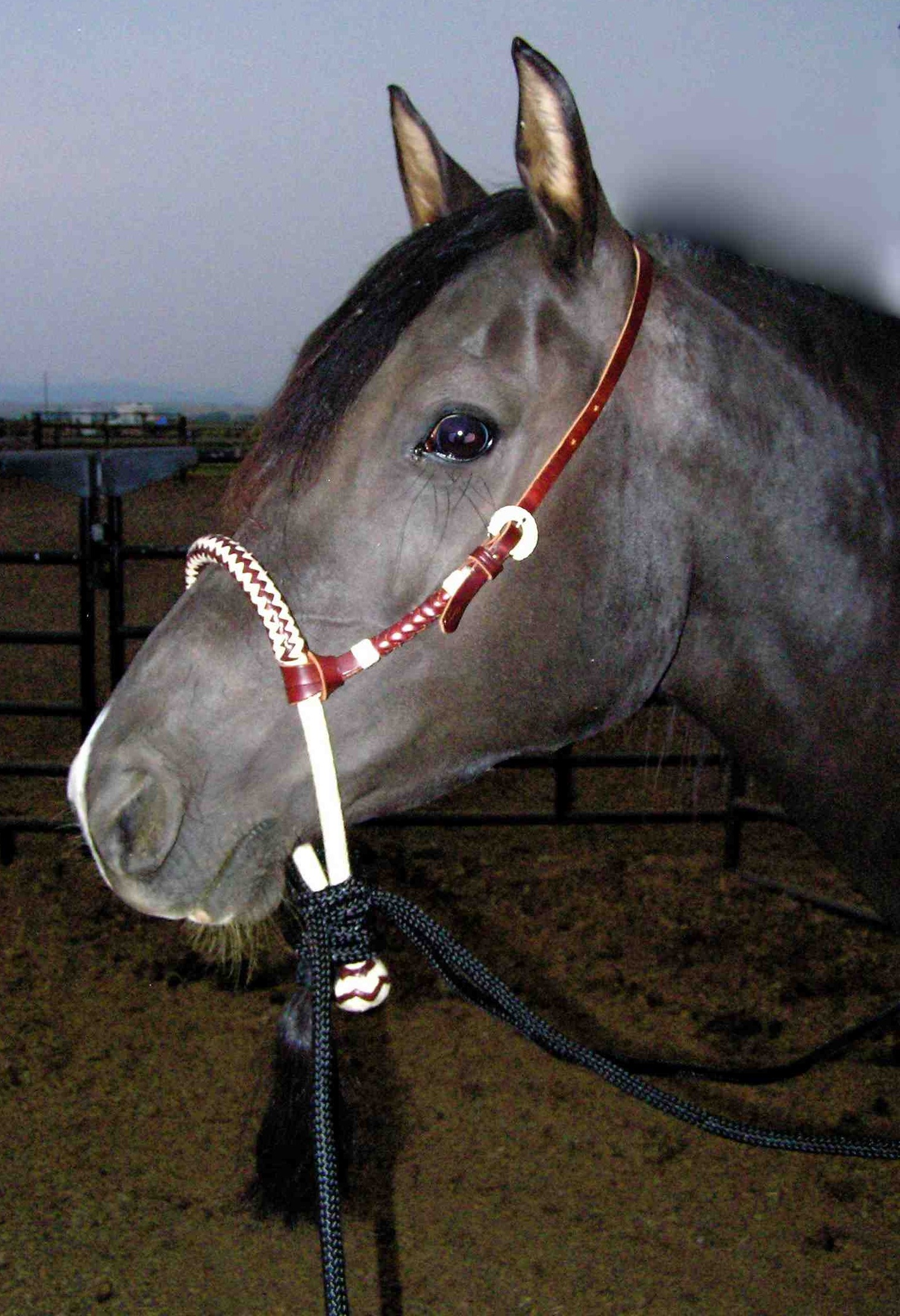
Cheval portant un hackamore classique, ou bosal

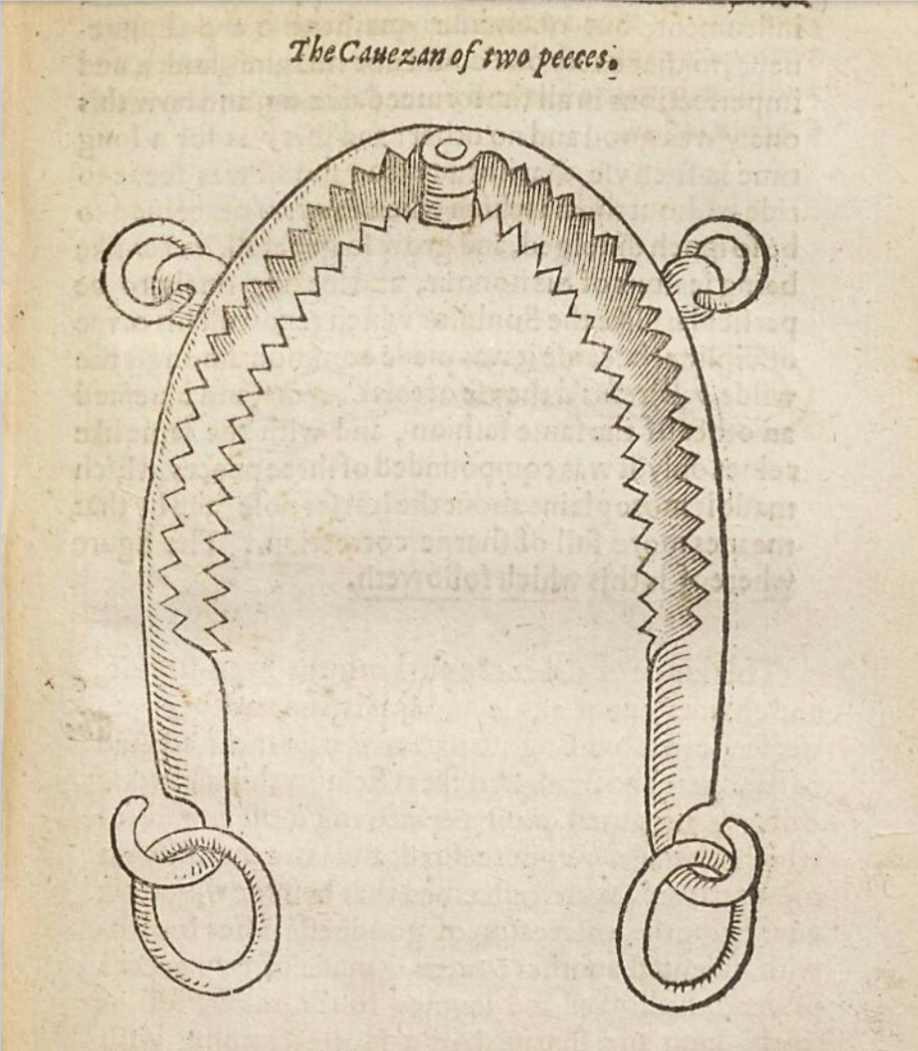
Caveçon en fer dentelé utilisé en Europe pour l'entraînement des chevaux, toujours utilisé en Espagne aujourd'hui. Le Jáquima et le Bozal ont remplacé le caveçon de fer dentelé au Mexique, où le caveçon n'était pas utilisé. Extrait de «Cavelarice, or The English horseman» de Gervase Markham (1616).

Un hackamore est un type particulier de bride permettant de contrôler les chevaux pour l'équitation, et qui n'a pas de mors. Il est composé d'une muserolle qui travaille par points de pression sur la tête du cheval, sur le chanfrein et le menton. Il ne passe pas dans la bouche et permet à l'animal de s'abreuver et de se nourrir sans être gêné.
Il est le plus souvent associée à l'équitation western et d'autres styles dérivés des traditions espagnoles, et se rencontre parfois dans des disciplines telles que le saut d'obstacles et certaines phase du concours complet d'équitation. Les différents hackamore sont aussi très populaires pour l'endurance et la randonnée équestre. Bien que généralement utilisés pour le dressage des jeunes chevaux, ils sont équipés sur des chevaux adultes ayant des problèmes dentaires qui rendraient l'usage d'un mors douloureux, et sur des chevaux dont les blessures à la bouche ou la langue seraient aggravées par un mors. Certains cavaliers les utilisent en hiver pour éviter de mettre un morceau de métal gelé dans la bouche du cheval. Dans la tradition du Charro mexicaine, le Jáquima et le Bozal se sont substitués à la muserolle ou au caveçon dentelés utilisés en Espagne pour l'entraînement des chevaux,,.

Il existe de nombreux styles de hackamores, mais le plus classique comporte une muserolle dite bosal ; il est parfois lui-même appelé « bosal » ou « hackamore bosal ». Il s'emploie avec des rênes en corde particulières appelées mécates. On peut y ajouter un système stabilisant sous la gorge, appelé fiador, qui s'accroche au hackamore par le frontal. D'autres modèles aux muserolles plus lourdes sont également appelés hackamores, bien que certains modèles sans mors avec des muserolles plus légères fonctionnant par tension plutôt que sur le poids soient appelés bride sans mors. Une muserolle avec des tiges et une gourmette pour ajouter un effet de levier est appelé hackamore mécanique, mais n'est pas considéré comme un véritable hackamore. En 1844, Domingo Revilla (écrivain et homme politique mexicain) a défini et décrit le Jáquima et le Bozal au Mexique, comme suit: 
Le Jáquima est une sorte de bozal en cuir ou en crin de cheval, fixé avec un harnais du même matériau, et à la base du bozal qui reste à côté du menton du cheval, il y a une sangle pour le fixer davantage, et il s'appelle fiador. Le bozalillo n'est rien d'autre que le bozal sans harnachement ou sans fiador. Il y a des jáquimas et des bozalillos très curieux, et les deux sont très nécessaires au cheval.
Un hackamore peut être doux ou dur, selon la main du cavalier. Une opinion populaire veut que le mors soit cruel et le hackamore plus doux. En vérité, le cheval possède une tête sensible dotée de nombreuses terminaisons nerveuses. La mauvaise utilisation d'un hackamore peut lui causer des douleurs et des gonflements du nez et de la mâchoire. Un mauvais ajustement combiné à une utilisation brutale peut causer des dommages aux cartilages du chanfrein du cheval, ou même briser les os fins qui protègent les voies nasales.

## Étymologie et histoire

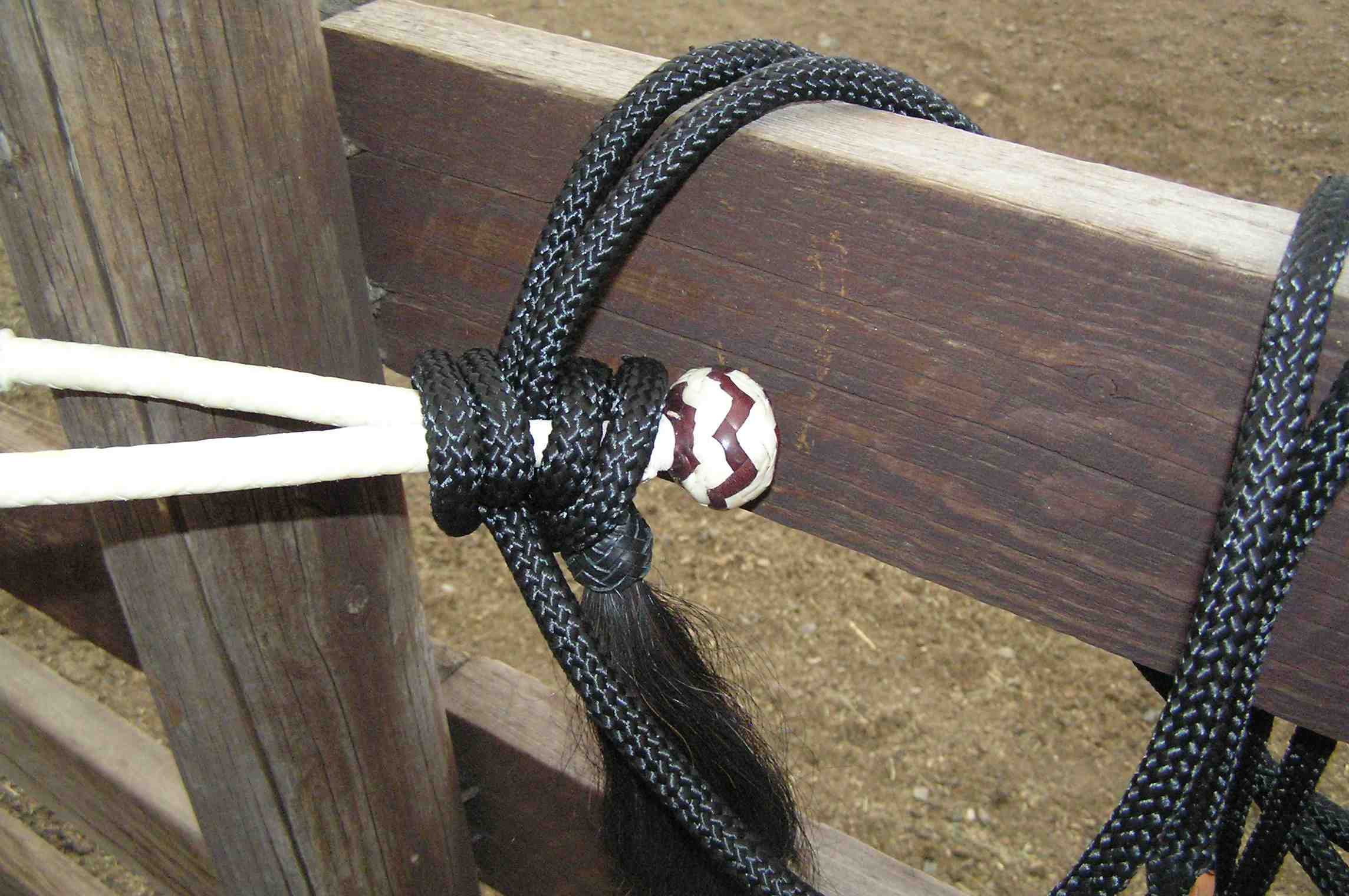
Détail sur une rêne mécate en nylon attachée à un bosal.

Le mot « hackamore » est issu de l'espagnol jáquima, signifiant têtière ou licol, spécifiquement le licol de corde utilisé pour attacher et diriger les animaux, lui-même issu du vieil espagnol xaquima,. Historiquement, en Espagne, la jáquima était la bride utilisée pour monter sur des ânes et des mulets. Les Espagnols ont eux-mêmes repris le nom de l'arabe  šakīma, (mors), depuis šakama (brider). De la prononciation américanisée de jáquima, l'orthographe «hackamore» est entrée dans la langue anglaise écrite en 1850, peu de temps après la guerre américano-mexicaine. En Espagne et en Amérique hispanique,  jáquima  est généralement tout type de licol utilisé pour attacher et diriger les animaux, mais au Mexique et dans certaines parties de l'Amérique du Sud, Jáquima fait également référence à un type spécial de licou, en particulier un bozal (muserolle), utilisé pour entraîner les chevaux; ces Jáquimas ont tendance à être plus épais et plus solides que les Jáquimas réguliers pour attacher,,.

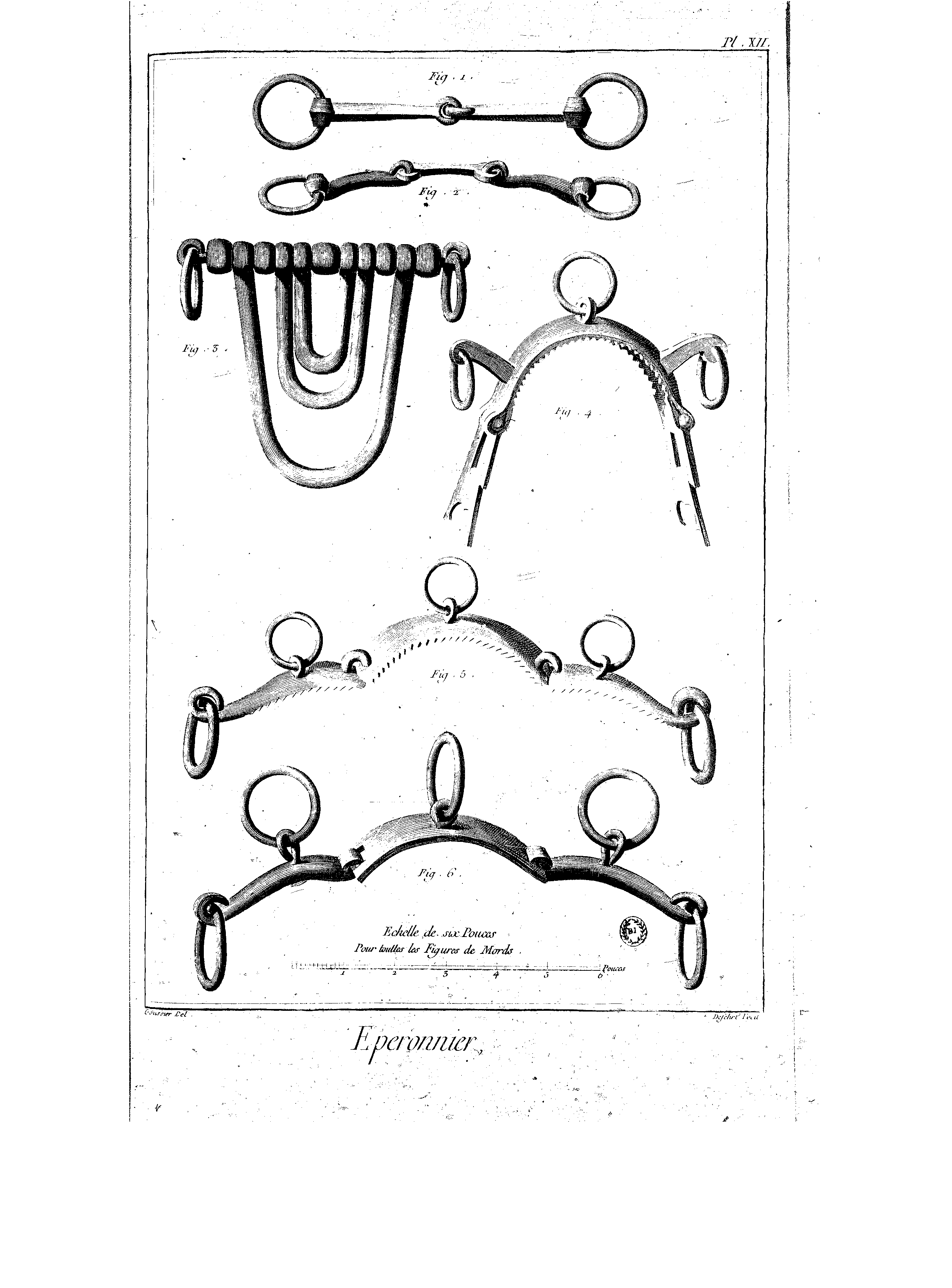
Fig. 1 Bridon de deux pièces à chaperon. Fig. 2 Bridon de trois pièces. Fig. 3 Mastigadour. Fig. 4 Caveçon dentelée de manège à charnière, avec pitons recourbés. Fig. 5 Caveçon dentelée, de trois pièces à pitons. Fig. 6 Caveçine. Outils équestres non utilisés au Mexique, qui ont influencé l'invention du Hackamore.

Le premier hackamore est sûrement un morceau de corde placé autour de la tête du cheval, peu de temps après sa domestication, environ IVe millénaires avant notre ère. Les premières tentatives de contrôle du cheval par ce type de système ont peut-être été adaptées de celles déjà existantes pour les chameaux. Au fil du temps, des moyens de contrôle plus sophistiqués utilisant la pression sur le nez et le chanfrein ont été développés. Les Perses ont, dès le règne de Darius, en 500 av. J.-C., été l'une des premières cultures connues pour utiliser une épaisse muserolle tressée qui aide le cheval à regarder et se déplacer dans la même direction. Ce dispositif, appelé « hakma », a ajouté une troisième rêne au nez, et était une innovation. La troisième rêne est ensuite déplacée du haut de la muserolle vers le dessous du menton, selon un système proche de l'actuelle rêne mécate utilisée avec le hackamore type bosal. Les techniques d'entraînement affinées par les Perses influencent les travaux du commandant militaire Grec Xenophon.
Le hackamore est connu depuis l'Antiquité grecque, il est ensuite récupéré par les Byzantins au Moyen Âge, puis par les arabes musulmans qui l'emploient lors de la conquête de l'Espagne. Dès lors adopté par les conquistadores espagnols, le hackamore gagne les Amériques. Il n'est utilisé en France que depuis la seconde moitié du XXe siècle, parallèlement au développement de la randonnée équestre.

## Description
Les hackamores mécaniques s'utilisent en rênes d'appui, car en rêne d'ouverture, les parties métalliques s'enfoncent dans la joue du cheval, lui causant une douleur désagréable. La puissance de son effet de levier dépend de la longueur des tiges, plus elles sont longues, plus le hackamore est sévère. Ils s'utilisent le plus souvent avec un filet de type western.

### Bosal

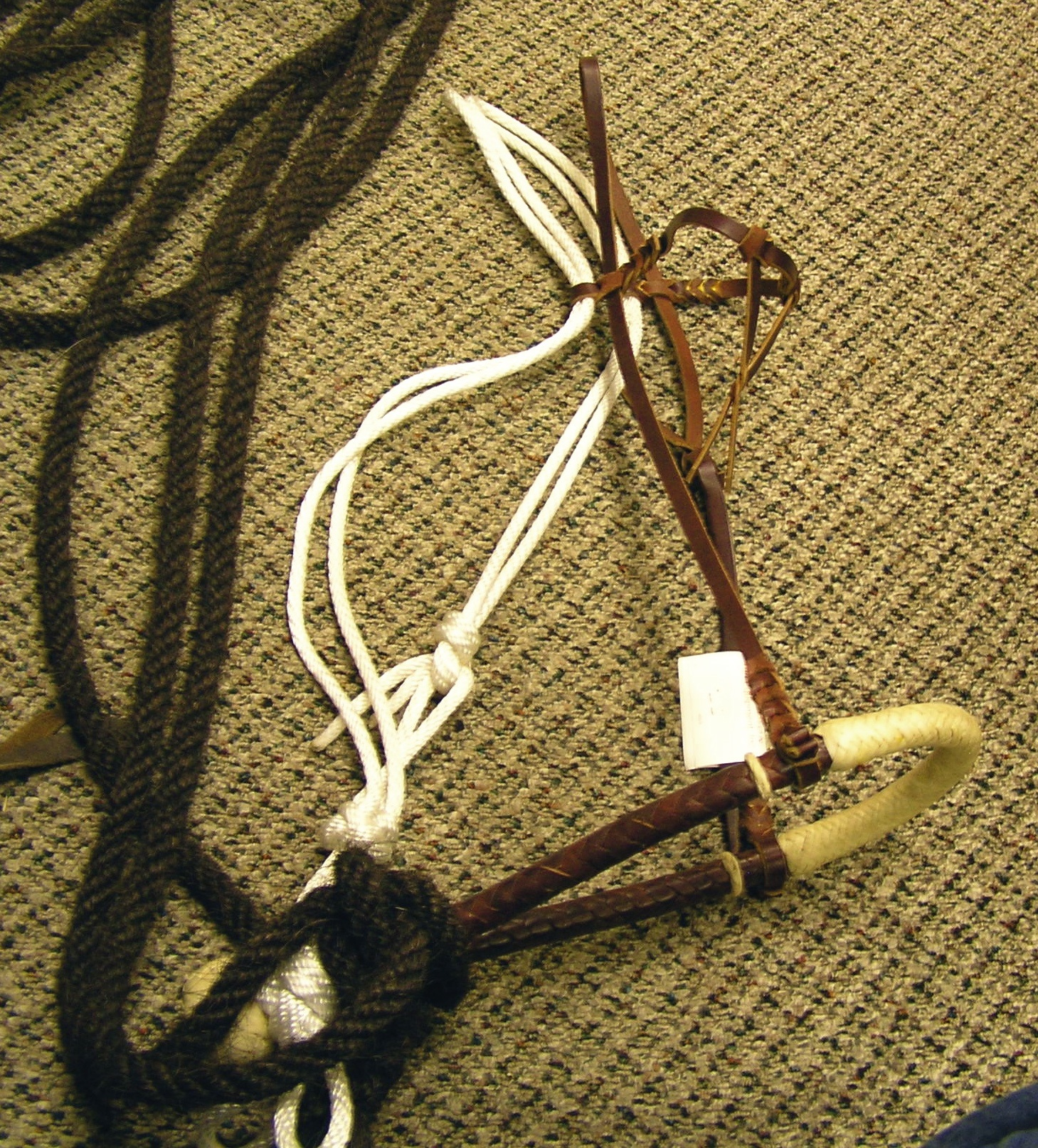
Un bosal avec une mécate en crins de cheval et un fiador en corde de nylon blanche.

Plus doux que le hackamore mécanique, le bosal consiste en un anneau de cuir tressé terminé par une boule et se place au-dessus du nez, les rênes étant fixées au-dessous.

### Hackamore mécanique

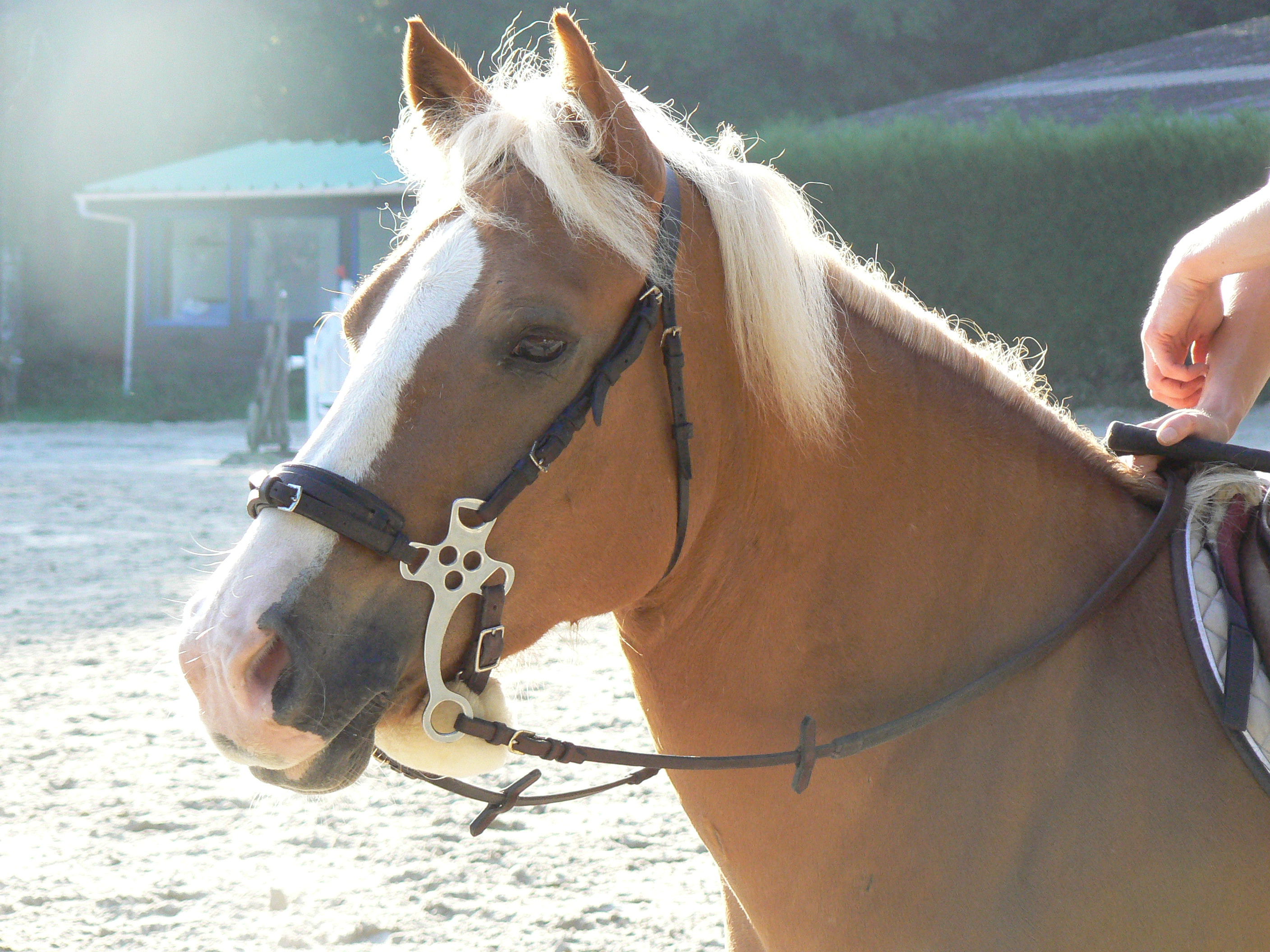
Cheval Haflinger portant un hackamore mécanique.

Le hackamore mécanique est un anneau de direction prolongé par deux tiges de métal, au bout desquelles sont fixées les rênes. Le tout est maintenu par des lanières de cuir qui entourent la tête du cheval.

## Emploi
Un hackamore doit être employé avec précautions puisqu'il s'appuie sur des os fragiles du chanfrein du cheval. Les différents types de hackamores, bosals et side-pulls, agissent sur la tête et non la bouche, ce qui les rend moins fins et directifs que des mors, mais également moins contraignants. Le cheval répond à leur action plus volontiers. Il permet également aux équidés de boire et de manger sans avoir la bouche encombrée par un objet métallique,.
Dans la tradition mexicaine du Charro, les Charros entraînaient un jeune cheval, entre quatre et cinq ans et typiquement sauvage, avec un Jáquima et un bozal. Cette méthode d'entraînement des chevaux était à l'origine connue au Mexique sous le nom de "Méthode Mesquital" car elle a été développée par les Charros de la Vallée de le Mezquital au centre du Mexique. Les charros apprenaient tout, absolument tout, au cheval avec le bozal, n'introduisant le mors que bien plus tard après que le cheval ait tout appris. Les Charros avaient cinq étapes pour le cheval,,: 
«Caballo Bronco» : le cheval brut, sauvage, qui n'a jamais été monté.
«Caballo quebrantado» : le cheval débourré.
«Caballo de falsa rienda» ou «Caballo de una rienda» : le «cheval à fausse rêne » ou «cheval à une rêne», ou le cheval monté uniquement avec le bozal.
«Caballo de dos riendas»: le "«à deux rênes», ou le cheval monté à la fois avec le bozal et le mors.
«Caballo de rienda limpia» ou «rienda pelona» ou «caballo hecho» : le « cheval fait », le cheval étant monté uniquement avec le mors, étape ultime de son éducation.
Dans la tradition du Charro, le passage du bozal au mors n'était qu'une formalité, le cheval ayant déjà tout appris avec le bozal. Le bit sert uniquement de symbole d'état, plutôt que de besoin réel.
Il n'est plus rare d'en voir en concours de saut d'obstacles, parfois en doublon d'un mors simple afin de combiner les deux actions. Du fait que le cheval peut s'abreuver et se nourrir en le portant, il est bien adapté à la randonnée équestre, la plupart de ses utilisateurs pratiquant d’ailleurs cette activité.
Il nécessite dans tous les cas une main légère et expérimentée, et peut se révéler très douloureux pour le cheval s'il est mal employé. Acquérir le tact nécessaire à un bon emploi de cet instrument peut demander des années de travail.